# Fehértorkú avarrigó
A fehértorkú avarrigó (Cinclosoma ajax) a madarak osztályának verébalakúak (Passeriformes)  rendjébe és a Psophodidae családjába tartozó faj. Egyes szervezetek a Psophodidae családba sorolják a fajt.

## Rendszerezése
A fajt Coenraad Jacob Temminck holland arisztokrata és zoológus írta le 1794-ben, az Eupetes nembe Eupetes ajax néven.

## Alfajai
- Cinclosoma ajax ajax (Temminck, 1836)
- Cinclosoma ajax alare Mayr & Rand, 1935
- Cinclosoma ajax goldiei (E. P. Ramsay, 1879)
- Cinclosoma ajax muscale Rand, 1940[2]

## Előfordulása
Új-Guinea szigetén, Indonézia és Pápua Új-Guinea honos. Természetes élőhelyei a szubtrópusi és trópusi síkvidéki esőerdők. Állandó, nem vonuló faj.

## Megjelenése
Testhossza 23 centiméter.

## Természetvédelmi helyzete
Az elterjedési területe nagy, egyedszáma pedig stabil. A Természetvédelmi Világszövetség Vörös listáján nem fenyegetett fajként szerepel.